# Phigalia tangens
Phigalia tangens là một loài bướm đêm trong họ Geometridae.